# Geschichte Harburgs
Harburg ist der südwestliche der sieben Bezirke der Freien und Hansestadt Hamburg und bezeichnet gleichzeitig den Landkreis Harburg. Dieser Artikel behandelt die Entstehung und Entwicklung von Hamburg-Harburg.

## Die Horeburg

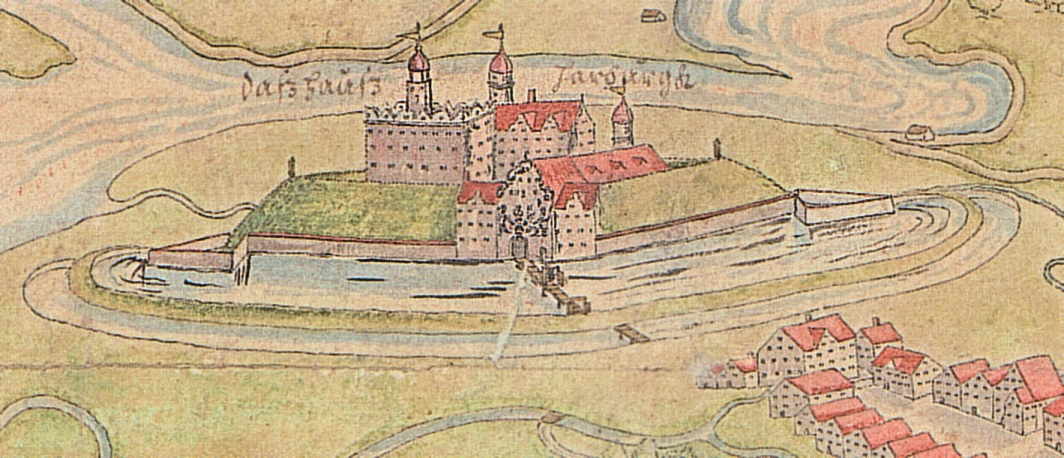
Harburger Schloss, 1620

Ungefähr 800 n. Chr. wurde die Horeburg („Sumpfburg“) am Südufer der Süderelbe, auf der später so genannten Schlossinsel, im heutigen Harburger Binnenhafen vermutlich als Grenzfestung der Grafen von Stade angelegt. Heute finden sich hier die Reste des Harburger Schlosses. Zwischen 1133 und 1137 wird die Horeburg erstmals urkundlich erwähnt. Im 12. Jahrhundert war Harburg als Grenzfestung im Besitz des Stiftes Bremen, fiel dann an das Herzogtum Braunschweig-Lüneburg. Unterhalb der Burg bildete sich entlang eines Dammes, der durch die Marsch von der Burg zur Geest führte und dem Straßenverlauf der heutigen Harburger Schlossstraße entspricht, eine Siedlung, die ebenfalls Harburg genannt wurde. Hier lebten Burgmannen, Handwerker und andere Personen, die der Versorgung der Burg dienten. Diesem oppidum wurden am 6. Mai 1288 durch eine Urkunde König Rudolfs von Habsburg Freiheitsrechte verliehen: Harburg wurde nun ein eigener Rechts- und Gerichtsbezirk innerhalb des Fürstentums Celle-Lüneburg. Anlass der Beurkundung war Vermählung Mechthilds, der Enkeltochter König Rudolfs, mit Herzog Otto II. von Braunschweig, denen beiden die Siedlung, die Burg und die Vogtei zu Lehen gegeben wurden. Diese Herauslösung aus dem Landrecht war eine wichtige Voraussetzung für die weitere Entwicklung der Siedlung zur Stadt.
1297 erhielt die Siedlung Harburg das Stadtrecht nach Vorbild Lüneburgs. 1303 war Harburg noch unbefestigt, eine Stadtbefestigung ist 1389 durch die Nennung eines Stadttores dokumentiert. 1307 wurde eine Kapelle erwähnt, eine eigene Pfarrgemeinde bildete sich erst im 15. Jahrhundert. Zuvor unterstand die Stadt dem Pfarrer von Wilstorf.
In den Jahren 1397 bis 1517 verpfändeten die Herzöge aus Geldmangel Schloss, Amt und Stadt an die Hansestädte Hamburg und Lüneburg. In der Folge wurde Harburg von beiden Städten ausgebeutet. Keine hatte Interesse, eine konkurrierende Stadt unter eigener Regentschaft zu haben.
1527 heiratete Otto zu Braunschweig und Lüneburg die nicht ebenbürtige Meta von Campe und wurde mit einem eigenen Herrschaftsbereich, der Herrschaft Harburg auf Schloss Harburg, abgefunden. Unter Herzog Otto bis zum letzten Harburger Herzog 1642, war Harburg ein eigenes Herzogtum. Die Herzöge bauten das Harburger Schloss zu einem Renaissance-Schloss aus. Von 1620/1621 an bestand die Anlage aus drei Gebäudeflügeln.
1533 traten Harburger Schiffer als Gilde in Erscheinung. Mit durchschnittlich 17 kleinen und großen Ewern transportierten und lagerten sie Waren Hamburger Kaufleute. Harburg diente als Umschlagplatz für den Warenverkehr zwischen Hamburg und dem Binnenland südlich der Elbe. Dabei wurden die Harburger Kaufleute im Nahbereich durch Fuhrleute aus Hamburg, im Fernbereich durch mitteldeutsche Frachtfahrer unterstützt. Schiffer und Fuhrleute entwickelten sich zur führenden sozialen Schicht in Harburg, die den Rat der Stadt stellte.

## Festung Harburg

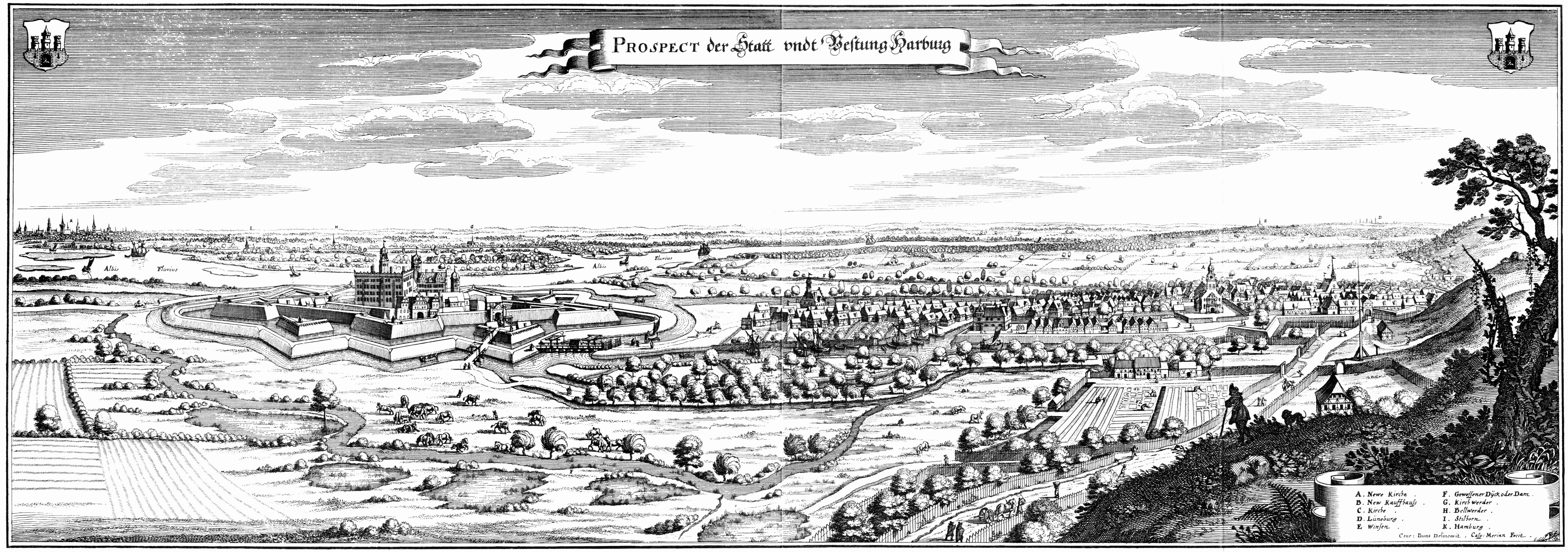
Festung Harburg 1654 auf einem Stich von Merian

Nach dem Aussterben der Herzogslinie 1641 fiel Harburg wieder an das Fürstentum Celle-Lüneburg zurück. In Hinblick auf die unruhigen Zeiten in der Endphase des Dreißigjährigen Krieges sowie die Tatsache, dass Schweden im benachbarten Bremen-Verden und Dänemark in Holstein militärisch präsent waren, ließen die Celler Herzöge zwischen 1644 und 1660 um das alte Harburger Schloss eine moderne Festung nach niederländischem Muster errichten. Die Schlossinsel erhielt ihre fünfeckige Sternform. Dem Festungsbau fiel ab 1650 das gesamte Nordende der Altstadt zum Opfer. Die Marienkirche mit den Pastorenhäusern und Schule musste ebenso abgebrochen werden wie das gegenüberliegende Lagerhaus mit Kran und Waage. Der Kirchengemeinde wurde von der Regierung das Gelände des ehemaligen herzoglichen Lustgartens als Ersatz zur Verfügung gestellt (heutige Dreifaltigkeitskirche, Lämmertwiete und Umgebung). Für den Wiederaufbau des Lagerhauses bestimmte die Regierung das Gelände der ehemaligen herzoglichen Ziegelei (heute an der Buxtehuder Straße, Ecke Blohmstraße). Damit hatte sich Harburgs wirtschaftliches und kulturelles Zentrum nach Süden hin verlagert.
Mit dem Anschluss des Fürstentum Lüneburg an das Kurfürstentum Braunschweig-Lüneburg wurde Harburg 1705 Teil des Kurfürstentums Braunschweig-Lüneburg (umgangssprachlich „Kurfürstentum Hannover“).
Mit der Festung änderte sich Harburgs Sozialstruktur radikal: Es wurde Garnisonstadt. Die Garnison war teils auf der Festung kaserniert, teils in Bürgerquartieren untergebracht. Solange Harburg Grenzfestung war, das heißt bis 1715, als die ehemals schwedischen Herzogtümer Bremen-Verden endgültig an Kurhannover fielen, besaß die Garnison eine beträchtliche Stärke. Danach nahm sie ab; die Festung wurde vernachlässigt, bis man sie im Winter 1783/84 teilweise entfestigte. Die arbeitsfähige Bevölkerung Harburgs bestand nun überwiegend aus ehemaligen Soldaten, ihren Frauen und Witwen. Beschäftigung fanden sie hauptsächlich in der Textilindustrie.

## Franzosenzeit

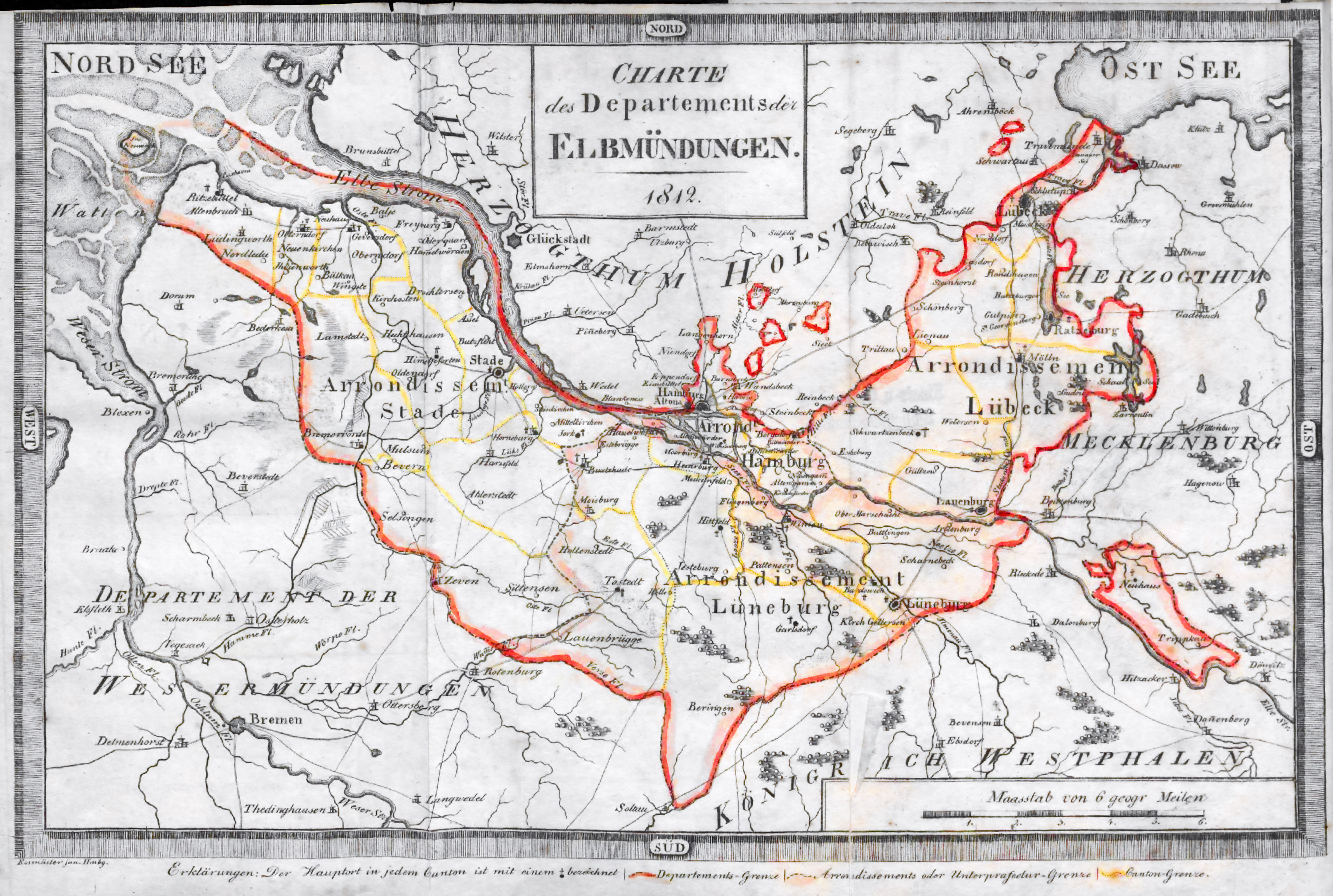
Karte der französischen Besetzung von 1812

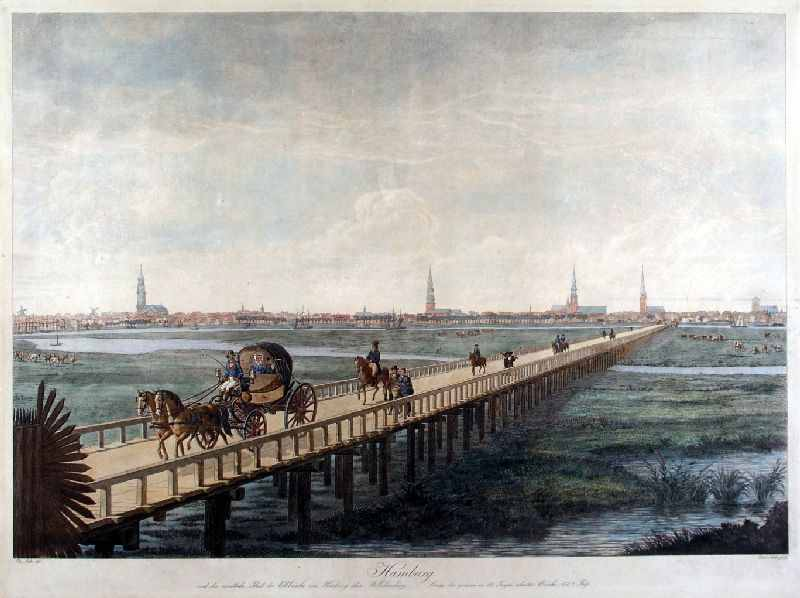
Holzbrücke aus dem Jahr 1813 zwischen Hamburg und Harburg

Während des Siebenjährigen Krieges wurde die Festung Harburg 1757 durch französische Truppen eingenommen, jedoch kapitulierten die Franzosen am 29. Dezember 1757 nach Belagerung durch die Armee des Herzogs Ferdinand von Braunschweig, wodurch das Harburger Schloss an die hannoverischen Truppen übergeben wurde.
Im April 1813 besetzte Louis-Nicolas Davout die Stadt und behielt sie bis zum ersten Pariser Frieden 1814. In der Franzosenzeit gelangte Harburg unter der Herrschaft von Napoleon zu erstem wirtschaftlichem Aufschwung. Dies erforderte hohe Abgaben, Zwangsausweisungen und Zwangsarbeitseinsätze zum Beispiel beim Bau einer Heerstraße, der Bremer Chaussee in Eißendorf (seit 1856 in Bremer Straße umbenannt).
Vom 1. Januar 1811 an gehörte Harburg zum Département des Bouches de l’Elbe. Im Zuge einer von Napoleon geplanten Chaussee Hamburg – Paris über Harburg wurden 1813 nördlich und südlich eines gebauten Steindamms auf der Elbinsel Wilhelmsburg insgesamt vier Kilometer lange Brücken aus Holz über die durch Überschwemmungen gefährdeten Niederungen der weiteren Inseln in nur 83 Tagen errichtet, sodass nur noch die beiden Hauptströme der Norder- und Süderelbe mit Fähren überquert werden mussten. Diese Brücken wurden nach dem Abzug der Franzosen durch Eisgang zerstört und 1817 abgerissen.

## 19. Jahrhundert
Das Königreich Hannover entstand 1814 auf dem Wiener Kongress als Nachfolgestaat des Kurfürstentums Braunschweig-Lüneburg.
Noch zu Beginn des 19. Jahrhunderts hatte Harburg etwa 3000 Einwohner. Diese Zahl änderte sich schlagartig, als die Industrialisierung einsetzte und Harburg 1847 an die Kreuzbahn angeschlossen wurde. Die Eröffnung der Strecke Celle–Harburg erfolgte am 1. Mai 1847 durch die Königlich Hannöverschen Staatseisenbahnen.
Ab 1818 bestand eine regelmäßige Dampfschiffsverbindung mit der nördlichen Nachbarstadt Hamburg, zu der ab 1853 eine feste Chaussee über die Elbinsel(n) Wilhelmsburg mit Fähr- und regelmäßiger Pferdeomnibus-Bedienung hinzu kam.
1845 bis 1849 baute der Hannoversche Staat die alten Festungsgräben zu einem für damalige Zeiten modernen Seeschiffshafen aus.
Wichtigste Voraussetzung für die Industrialisierung Harburgs war aber der Anschluss des Königreichs Hannover 1854 an den Deutschen Zollverein (nachdem der Steuerverein gescheitert war). Da Hamburg jedoch bis 1888 Zollausland blieb, erfolgte der Grundstein für eine moderne Industrie durch Unternehmer aus Hamburg oder mit Hilfe Hamburgischen Kapitals.

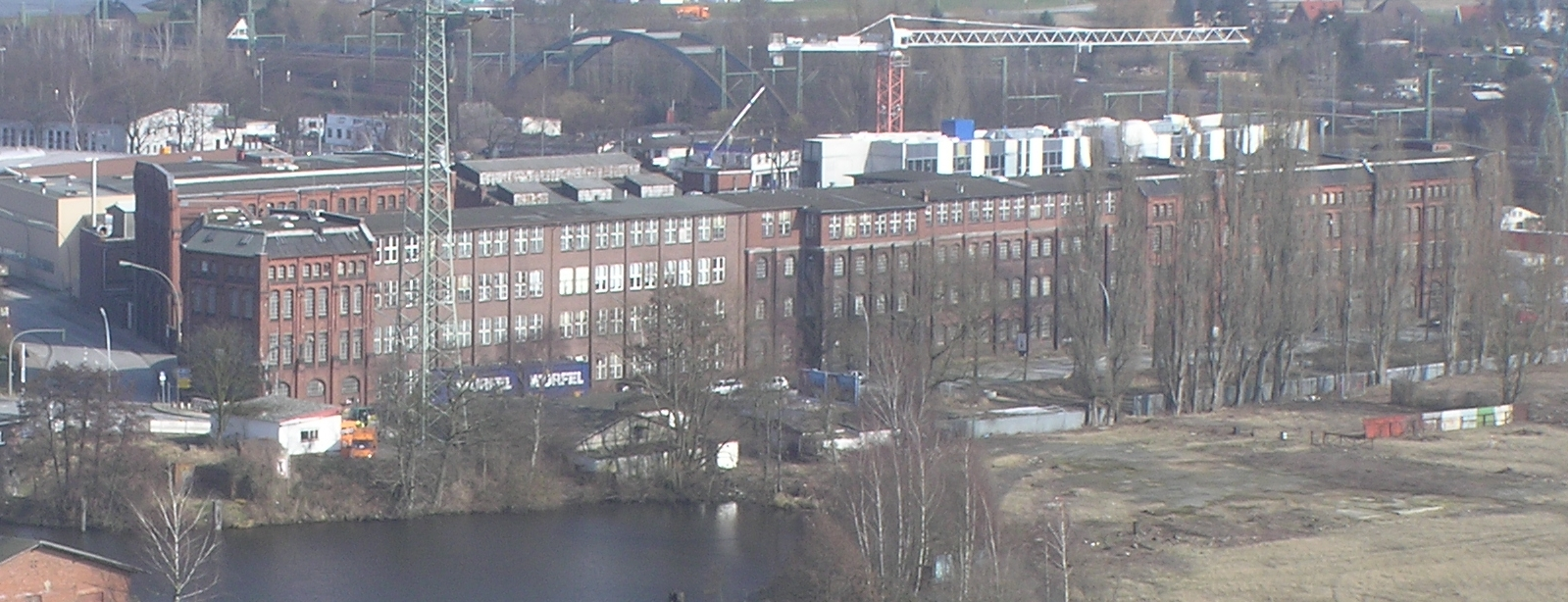
Fertigungsgebäude der „New-York Hamburger Gummi-Waaren Compagnie“ in Hamburg-Harburg (unter Denkmalschutz)

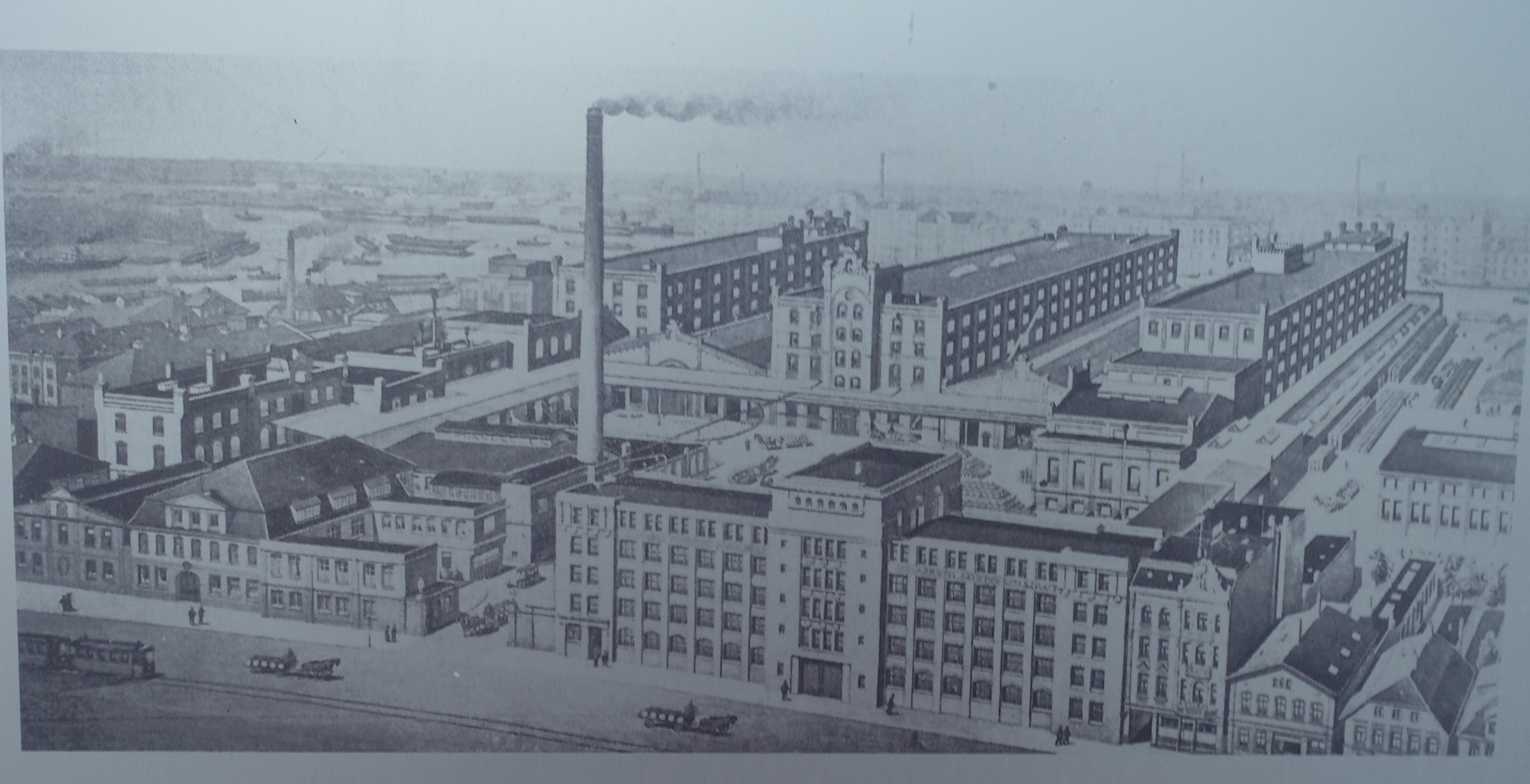
Fabrik Thörl in der Schloßstraße in Hamburg-Harburg im 19. Jahrhundert

1854 verlegte der Hamburger Fabrikant Heinrich Christian Meyer einen Teil seiner Fabrik, in der außer Stöcken vor allem Stuhlrohr und Fischbein hergestellt wurden, nach Harburg. Zur Verarbeitung der von ihm in Hamburg aus Rohkautschuk angefertigten Hartgummiplatten für Kämme wurde dann 1856 unter führender Beteiligung Meyers die „Harburger Gummi-Kamm-Compagnie“ gegründet (später New-York Hamburger Gummi-Waaren Compagnie). Ebenfalls 1854 gründete der Württemberger German Koeber eine Maschinenfabrik, die später die Kautschuk- und Pflanzenölbranche mit Spezialmaschinen belieferte: die Harburger Eisen- und Bronzewerke (später Krupp, heute Harburg-Freudenberger).
1855 erbaute Henri Noblée aus Lille eine Hydrocarbonfabrik (Gasanstalt) zur Belieferung einer zuvor installierten Straßenbeleuchtung in Harburg. Aus der später zusätzlich aufgenommenen Verarbeitung ölhaltiger Palmkerne entwickelten sich dann die Ölfabriken und Speisefettraffinerien der Firma Noblée und Thörl, heute Archer Daniels Midland (ADM).
1856 ließen sich die aus einer Hamburger jüdischen Familie stammenden Brüder Albert und Louis Cohen in Harburg nieder und begannen mit der Herstellung von Gummischuhen und vulkanisiertem Gummi. Sie war die erste ihrer Art in Deutschland. Die Brüder konnten auf die in Frankreich gesammelten Erfahrungen zurückgreifen. Noch heute als „Phoenix AG“ ist sie damals wie heute größter Industriebetrieb Harburgs.

## Harburg in Preußen

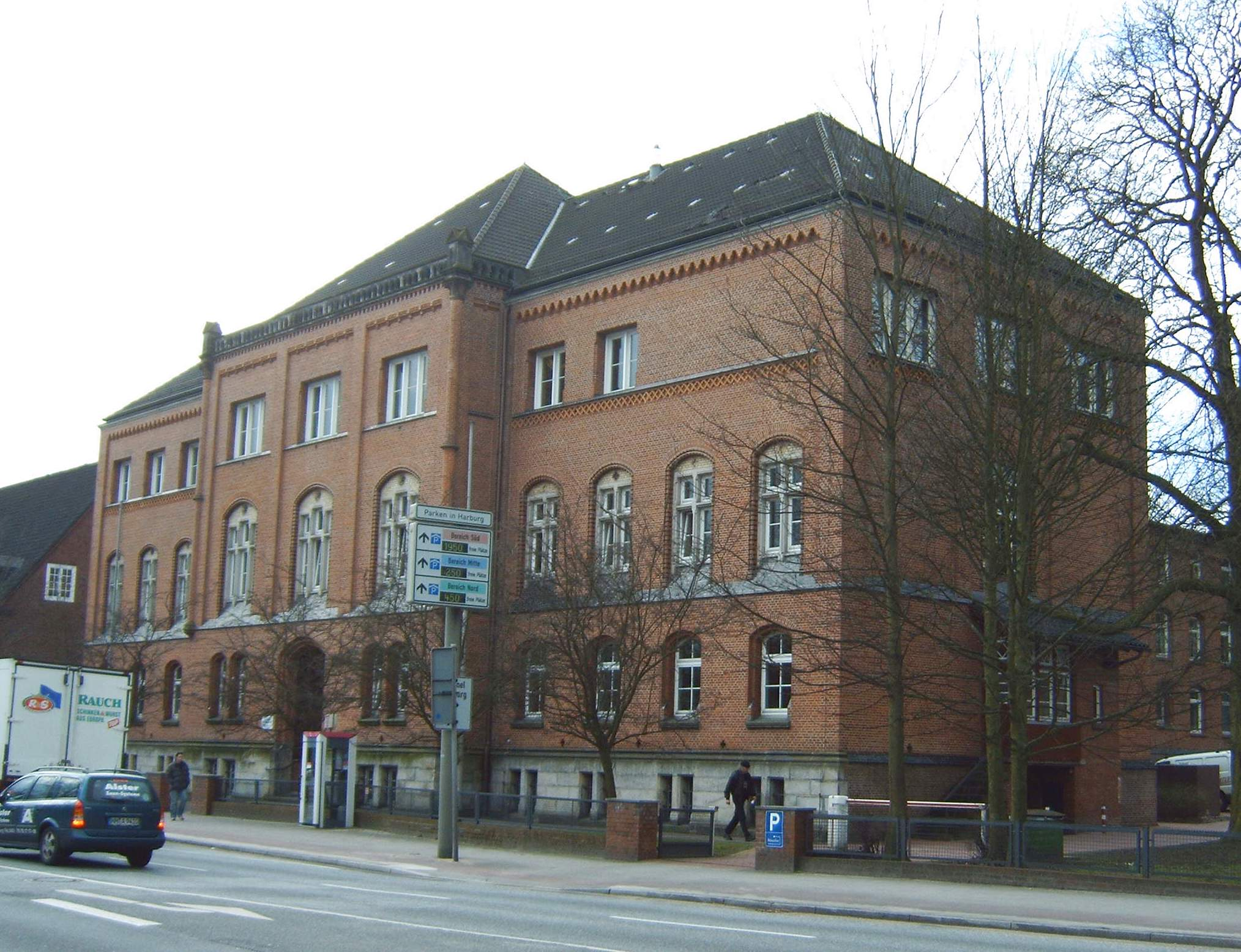
Preußisches Amtsgericht Harburg von 1872

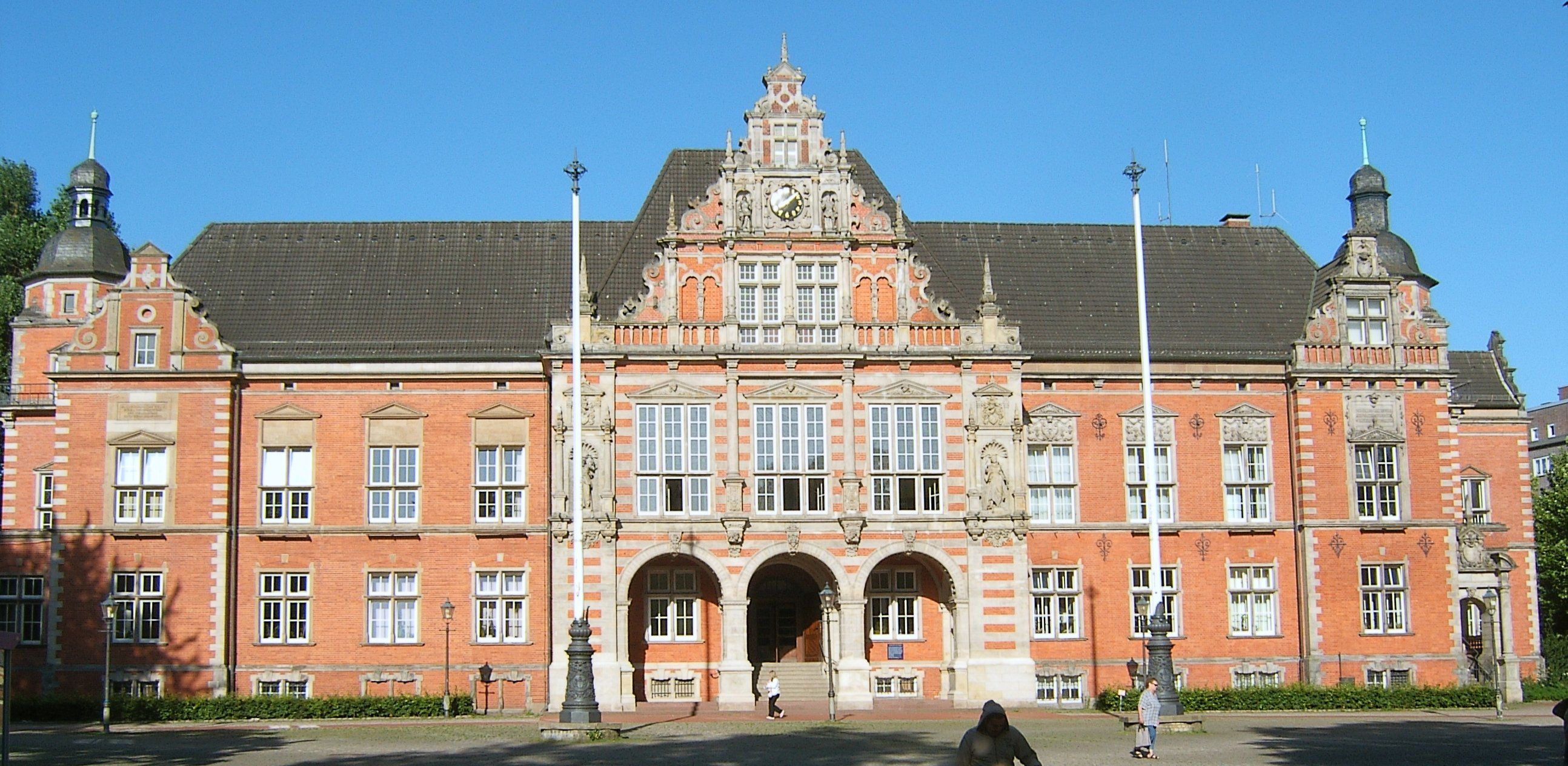
Preußisches Rathaus Harburg von 1892

1866 verlor das Königreich Hannover seine Unabhängigkeit nach dem verlorenen Krieg mit Preußen. Die hannoversche Armee musste nach anfänglichen Erfolgen in der Schlacht bei Langensalza gegenüber den preußischen Truppen am 29. Juni 1866 kapitulieren, die Welfen wurden entthront, das Königreich Hannover wurde annektiert und Harburg Teil der Landdrostei Lüneburg in der preußischen Provinz Hannover.
Am 12. September 1867 wurden die Städte Harburg und Winsen (Luhe), und die Ämter Harburg, Tostedt und Winsen finanz- und militärverwaltungstechnisch zum Steuerkreis Harburg zusammengefasst.
1870/1871 kam es nach dem siegreichen Krieg Preußens gegen Frankreich zur Ausrufung des Deutschen Reiches. Auch an diesem Krieg nahmen Harburger, selber gerade erst seit vier Jahren Preußen, teil. Ihnen und den Gefallenen zu Ehren wurde das Kriegerdenkmal gestiftet, das heute im Schwarzenbergpark steht.
1870–1872 erfolgte der Bau der Elbbrücke und damit Eisenbahnanschluss nach Norden (Hamburg, Altona/Elbe, Kiel, Glückstadt).
1872 wurde das neue Amtsgericht an der Buxtehuder Straße gebaut. Um 1875 war Harburg bereits ein Industriezentrum mit 49 größeren Betrieben und 18.000 Einwohnern. Zwei der größten Harburger Fabriken lagen an der Wilstorfer Straße: Die Kohleöl- und Gasfabrik des Franzosen Noblée und die Gummifabrik der Hamburger Albert und Louis Cohen. Im Jahr 1888 wurde ein Bebauungsplan von der Stadt Harburg verabschiedet, um Wohnraum für die dort beschäftigten Arbeiter zu schaffen. Um 1895 war das Gebiet des Phoenix-Viertels bereits vollständig bebaut.
Der Staat Preußen bildete mit Wirkung vom 1. April 1885 aus der Stadt Harburg den Stadtkreis Harburg, aus den bisherigen Ämtern Harburg und Tostedt den Landkreis Harburg und aus dem bisherigen Amt Winsen und der Stadt Winsen den Kreis Winsen. Diese wurden dem Regierungsbezirk Lüneburg zugeordnet, der für das heutige Kreisgebiet bis zur Auflösung der Regierungsbezirke in Niedersachsen 2004 bestand.

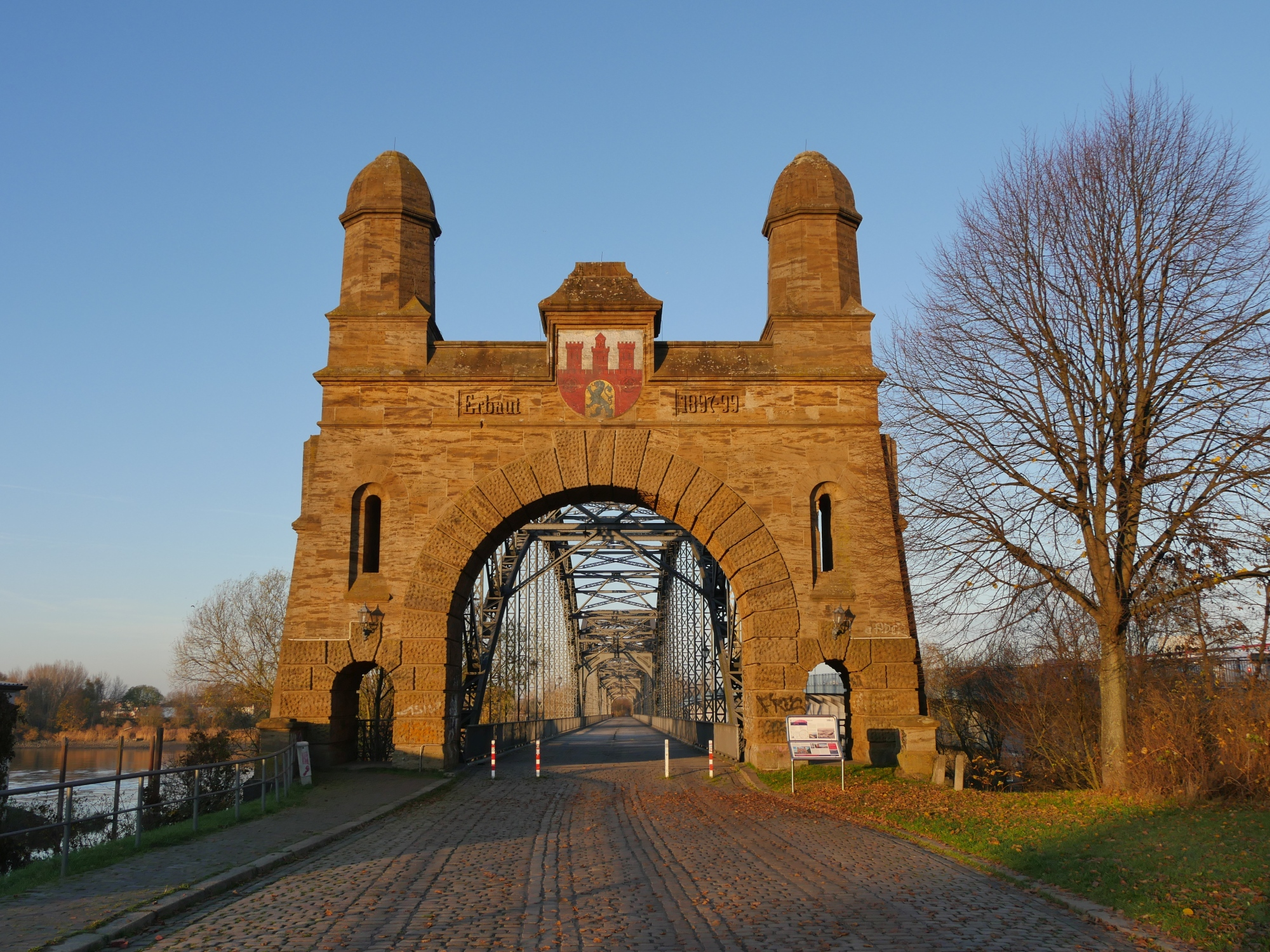
Alte Elbbrücke von 1899 (Südseite in Harburg)

- 1888 erfolgte die Eingemeindung von Heimfeld, Wilstorf, des Schloss- und Hafenbezirkes sowie eines Teiles von Neuland in die Stadt Harburg.
- 1889 kam es zur Gründung des Helms-Museums, heute ist es das Archäologische Museum Hamburg.
- Von 1889 bis 1892 wurde das Rathaus Harburg am Rathausplatz erbaut.
- 1890 wurde das neue Kaiserliche Postamt feierlich eingeweiht.
- 1891 bis 1892 wurde das neue städtische Gas- und Wasserwerk an der Stader Straße gebaut.
- 1893 wurde das städtische Schlachthaus fertiggestellt.
- 1897 wurde die städtische Turnhalle am Rathausplatz errichtet. Nach dem Bau der Niederelbebahn wurde der neue Hauptbahnhof eröffnet.
- 1899 wurde die Harburger Elbbrücke am 30. September von Kaiser Wilhelm II. eröffnet.

## Geschichte Wilhelmsburgs
1333 schlossen Mitglieder des adeligen Geschlechts der Schaken mit den Bewohnern Ochsenwerders einen Vertrag, dass diese einen Teil der Insel Stillhorn eindeichen. Das so gewonnene Land wollten die Schaken dann den Deichern gegen eine jährliche Abgabe überlassen. Etwa 30 Jahre später erwarben die Groten, ebenfalls ein Lüneburger Adelsgeschlecht, das bereits Georgswerder und Rotehaus besaß, auch die Insel Stillhorn von den Schaken. Sie setzten die Eindeichung fort, jedoch an der entgegengesetzten Seite. Später schloss man dann das zwischen den Eindeichungen gelegene Land durch Deiche ab, das sogenannte Siedefeld (1368). Etwa 120 Jahre später (1491) wurde das letzte Stück Stillhorns, das Schönefeld, eingedeicht. Der letzte große Deichbruch auf Wilhelmsburg war 1855.
Vier Menschen starben. Als bald darauf Frost eintrat, bildete die ganze Insel eine Eisfläche. Erst im März verlief sich das Wasser wieder.
Die Insel Wilhelmsburg gehörte offenbar dem Erzbischof von Hamburg, von dem sie im Jahre 1158 als Stiftung des Bistums Ratzeburg an Heinrich den Löwen abgetreten wurde. Stillhorn war später im Besitz der Grafen von Schaumburg, die in Holstein saßen und denen auch Hamburg gehörte. Den nördlichen Teil der Insel besaß dagegen der Herzog von Lüneburg. Der Graf belehnte dann Stillhorn den Schaken, der Herzog den Goten. In den Jahren 1361 und 1367 erwarben letztere durch Kauf auch Stillhorn. Aus dem daraus entstehenden komplexen Lehnsverhältnis entstanden schwere Verwicklungen.
Am 4. September 1672 erwarb Georg Wilhelm von Braunschweig-Lüneburg-Celle die Elbinseln, die daraufhin durch Verbindungsdeiche vereint worden sind. Sie trugen fortan den Namen Wilhelmsburg.
Nach dem Tod Georg Wilhelms fiel Wilhelmsburg an das Haus Hannover und wurde in ein Amt verwandelt. Das Amt bestand bis 1859, dann wurde es mit dem Kreis Harburg vereint.
1925 wurde Wilhelmsburg aus dem Landkreis Harburg herausgelöst und zum Stadtkreis. Dieser wurde 1927 mit dem benachbarten Stadtkreis Harburg unter Oberbürgermeister Walter Dudek zum Stadtkreis Harburg-Wilhelmsburg vereinigt.

## Streit mit Hamburg

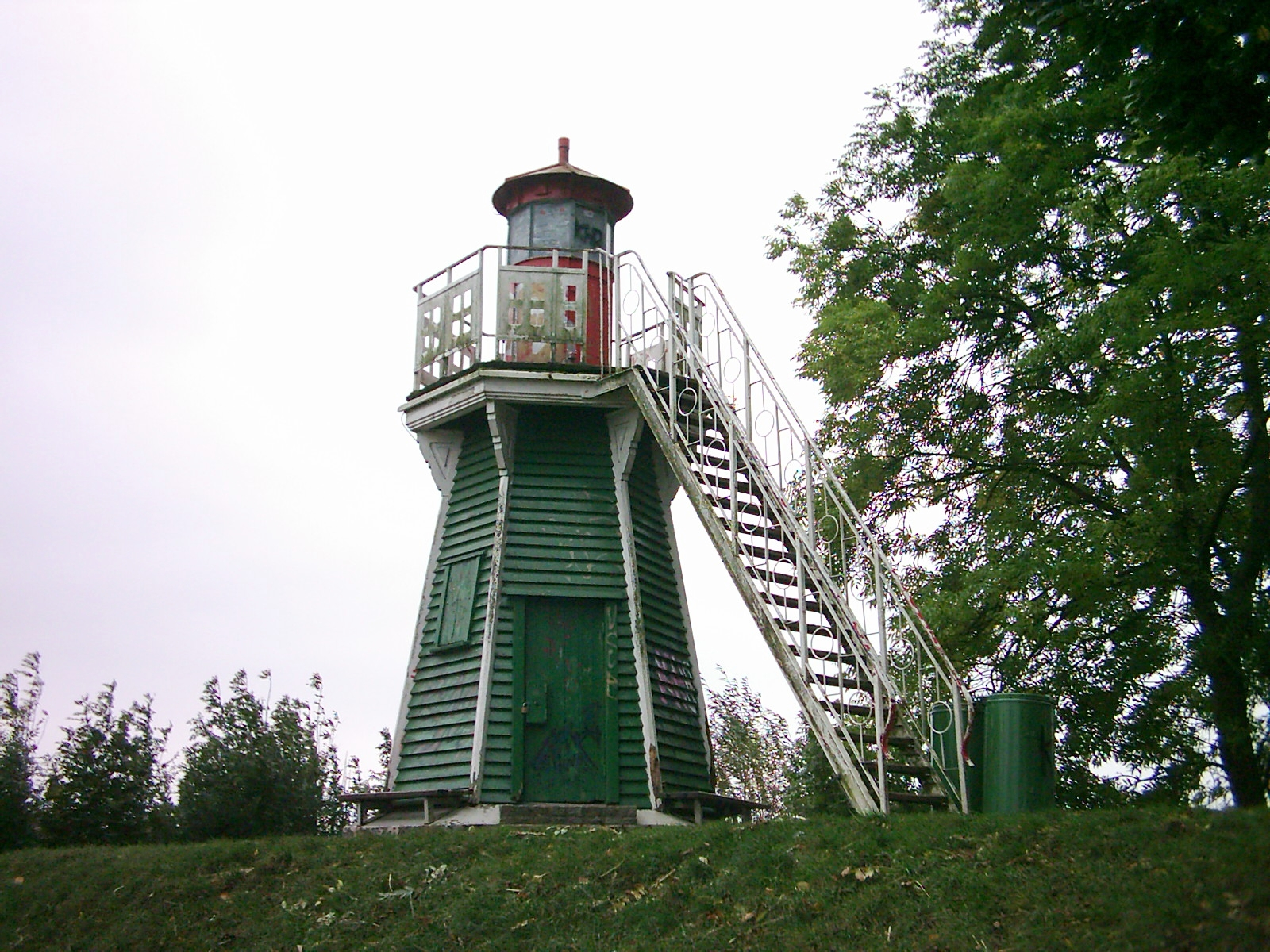
Das 1977 außer Dienst gestellte Leuchtfeuer Bunthaus an der Bunthäuser Spitze, der Teilung der Elbe in Norder- und Süderelbe

Aufgrund des angeblichen Freibriefs des Kaisers Barbarossa beanspruchte Hamburg die Herrschaft auf Unter- und Oberelbe. Um zu erreichen, dass die Schiffe ihre Waren in Hamburg niederlegten, baute Hamburg 1250 eine Zollstätte an der Elbe. Im Jahr 1337 sperrte Hamburg auch in Moorburg den Elbstrom durch eine Zollschranke. 1395 erwarb Hamburg Ochsenwerder und Moorwerder. Einmal, 1566, kam es sogar zu Blutvergießen, und zwar wegen einer Leiche eines Ertrunkenen, die sowohl die eine als auch die andere Partei beanspruchte.
Im Jahr 1611 kam ein Vertrag zustande, in dem Hamburg versprach, sich weiterer Angriffe zu enthalten. Der Reiherstieg sollte Harburger Schiffen überlassen werden. Doch Hamburg beachtete den Vertrag wenig. Im Jahr 1619 fällte das Reichskammergericht ein Urteil. Es bestimmte, dass Hamburg die freie Schifffahrt auf der Süderelbe nicht hindern dürfe. Auch das kümmerte Hamburg wenig. Erst als der Herzog von Lüneburg sich mit Brandenburg verbündete, ging Hamburgs Alleinherrschaft über die Süderelbe allmählich zu Ende. Mit dem Kampf um die Herrschaft über die Elbe ging der Kampf um das tiefe Wasser einher. Anders als heute war die Süderelbe der Hauptlauf der Elbe. Hamburg suchte nun die zu ihm gehörenden Vierlande zu schützen und deichte die Gose Elbe und die Dove Elbe ab. Damit war der Lüneburger Herzog nicht einverstanden, weil nun Abspülungen am Südufer der Elbe entstanden. Es entspann sich ein Streit, der ungefähr 150 Jahre dauerte. Schließlich griff der Herzog im Jahr 1620 zur Selbsthilfe, schickte Soldaten über die Elbe und ließ den Gummerdeich (Kirchwerder) wieder aufreißen. Danach stellte sich heraus, dass das Wasser seinen alten Lauf nicht wieder verfolgte, sondern den neuen beibehielt. Hamburg bekam seinen Willen.
Im Jahr 1570 wurde die Elbe bei Spadenland begradigt. Im Jahr 1604 durchstach Hamburg den Grasbrook, wodurch sich der Lauf der Norderelbe wieder bedeutend verkürzte. Die Süderelbe versandete nun mehr und mehr.
Im Jahre 1908 wurde der Streit zwischen Preußen und Hamburg um das tiefe Wasser durch den sogenannten (dritten) Köhlbrandvertrag geregelt.

## 20. Jahrhundert

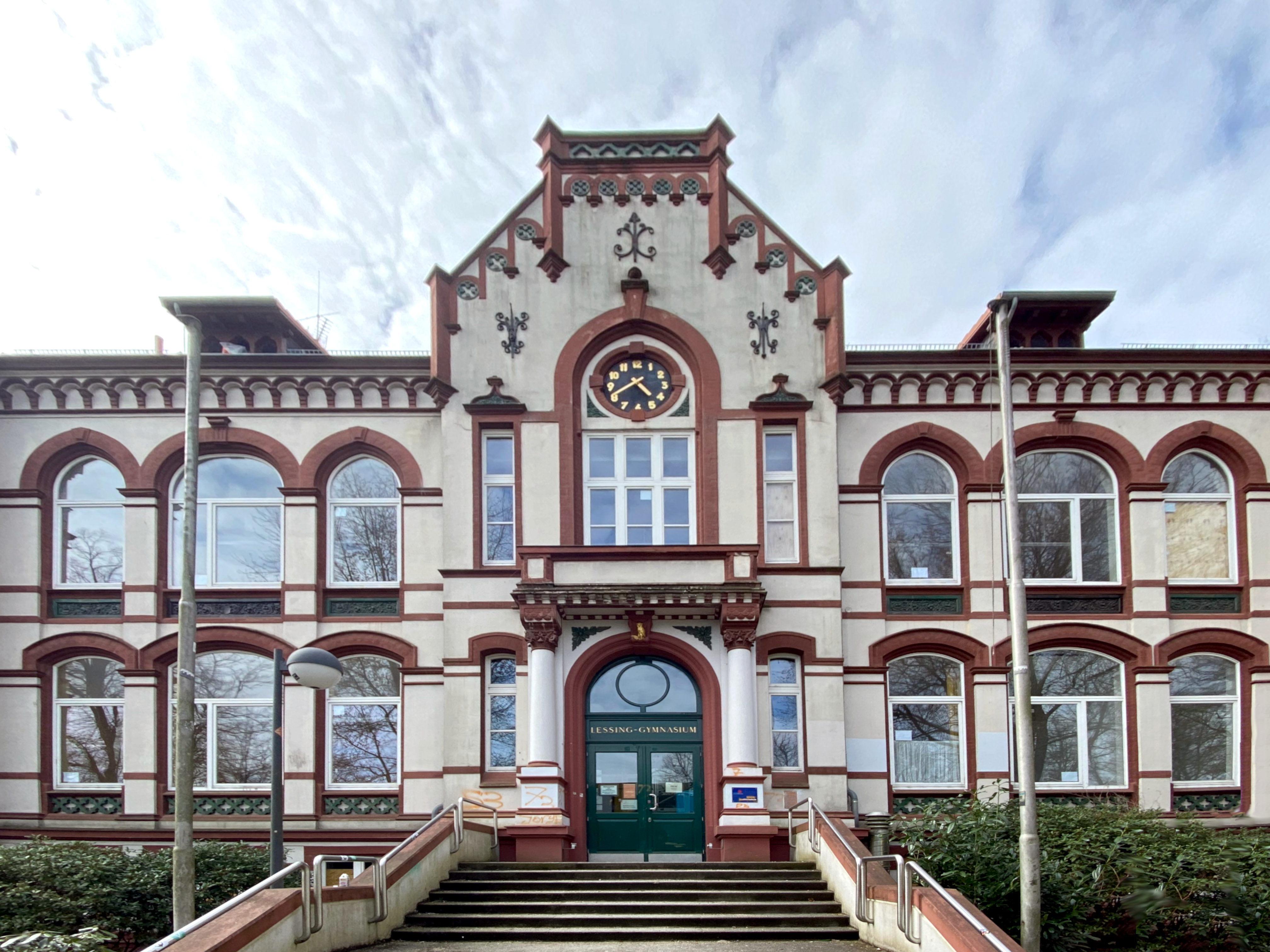
Gebäude des Lyzeums am Soldatenfriedhof von 1902

1902 zählte die Harburger Reederei 479 eigene Seeschiffe. Import und Export hielten sich ungefähr die Waage. (1902 liefen 698 Seeschiffe mit 99.637 BRT ein und 707 Schiffe mit 100.631 BRT aus. Auf der Süderelbe liefen im gleichen Zeitraum 15.214 Schiffe mit 897.109 t Ladung ein und 15.129 Schiffe mit 880.295 t Ladung aus).
1903 wurde Harburg an das Netz der elektrischen Straßenbahn Hamburg angeschlossen.
1904–1907 erfolgten Hafenerweiterungen, dem das Dorf Lauenbruch zum Opfer fiel. Drei tideoffene Seehafenbecken entstanden; ein viertes wurde 1927 gebaut.
1905 hatte Harburg mehrere Eisengießereien, Maschinenfabriken und Kesselschmiedereien, Dampfbootbau, bedeutende Palmkernöl-, Gummi- und Guttaperchawarenfabrikation, chemische Fabriken, Schwefel- und Petroleumraffinerie, Fabrikation von Öl, Salpeter, Glas, Mineralwasser, Kunstdünger, Leder, Briketts, Reismehl, Stärkemehl, Piassavabesen, Bürsten, Rohrstöcken und Fischbein, Jutespinnerei und -weberei, ein Dampfschmirgelwerk, Mühlenbetrieb, Dampf-Holzsägerei, Bierbrauerei und andere.
Der Handelsverkehr wurde unterstützt durch eine Handelskammer, eine Reichsbanknebenstelle, eine Filiale der Hannoverschen Bank, der Norddeutschen Bank in Hamburg und andere. Für den Eisenbahnverkehr war Harburg Knotenpunkt der Staatsbahnlinien nach Hamburg, Lehrte, Sagehorn und Cuxhaven.

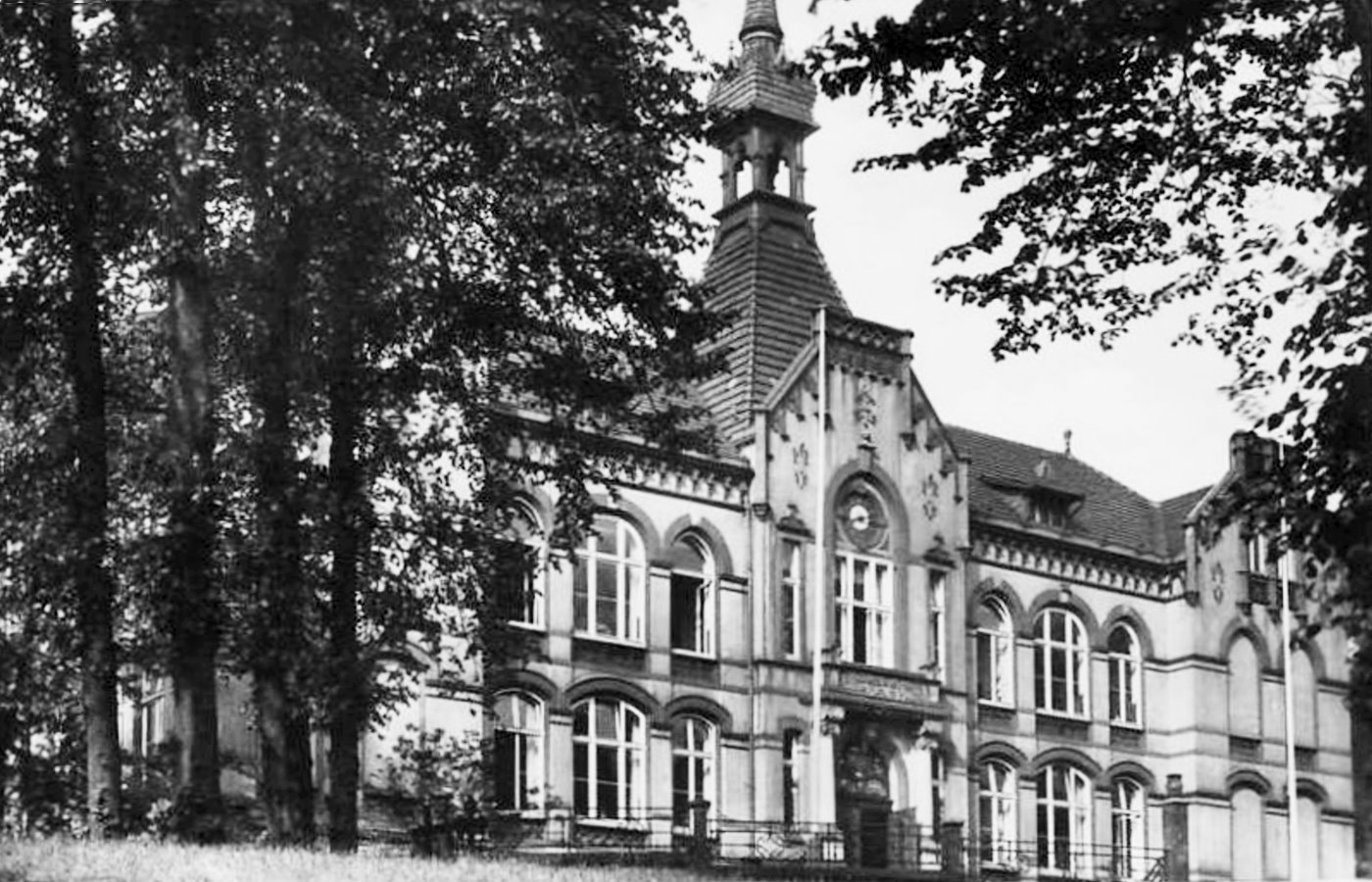
Das Lyzeum am Soldatenfriedhof um 1910

Harburg hatte ein Realgymnasium mit angeschlossener Realschule, ein Lyzeum, ein Theater und ist Sitz eines Amtsgerichts, eines Generalsuperintendenten, des Landratsamts (für den Landkreis Harburg), eines Hauptzollamts und einer Oberförsterei. Die städtischen Behörden zählten fünf Magistratsmitglieder und 18 Bürgervorsteher.
Die Revolution von 1918 eröffnete mit der Demokratisierung des kommunalen Wahlrechts der Harburger Arbeiterbevölkerung die Chance, vor Ort auf Entscheidungsprozesse Einfluss zu nehmen. 1919 rückte die SPD erstmals ins Bürgervorsteherkollegium ein. Von 48 Sitzen erhielt sie 29; fünf Sitze fielen an die „Unabhängigen Sozialisten“. Die SPD behielt die politische Macht bis zum 11. März 1933.
Am 1. September 1925 wurde Wilhelmsburg aus dem Landkreis Harburg zur Stadt Wilhelmsburg ausgegliedert.
Im Mai 1926 wurde der Harburger Stadtpark offiziell eröffnet. Die Volksparkanlage wurde vom Königlich Preußischen Gartenbaudirektor Georg Hölscher konzipiert.
Nach dem Bau des 4. Seehafenbeckens als Mineralölhafen 1927 entwickelte sich ab 1929 die Mineralölindustrie als dritte bedeutende Harburger Industriebranche. Die Rhenania-Ossag errichtete zwei große Raffinerien (heute Shell) und Ebano Asphaltwerke AG (heute Holborn).
Am 1. Juli 1927 wurden die Städte Harburg und Wilhelmsburg zur Großstadt Harburg-Wilhelmsburg mit über 110.000 Einwohnern zusammengeschlossen.
Das alte Harburger Wappen zeigte ein rotes Torhaus auf weißem Grund mit drei Türmen und geöffnetem Tor, in dem der braunschweigische Löwe steht. Mit dem Wappen wurde an die Zugehörigkeit der Stadt Harburg zum Territorium der Herzöge zu Braunschweig-Lüneburg erinnert. Das neue Harburger Wappen wurde um zwei Lilien aus dem alten Wilhelmsburger Wappen über den Zinnen der äußeren Türme ergänzt. Heute gilt das Wappen von 1927 nicht mehr als offizielles Hoheitszeichen, es wird jedoch noch heute auf Drucksachen der Harburger Bezirksversammlung verwendet. Damit wird an die Zugehörigkeit von Wilhelmsburg zum Territorium des Bezirks Harburg erinnert.
1929 erhielt Harburg sein erstes Kino, den „Gloria-Palast“ in der Wilstorfer Straße an der Ecke zum Krummholzberg.

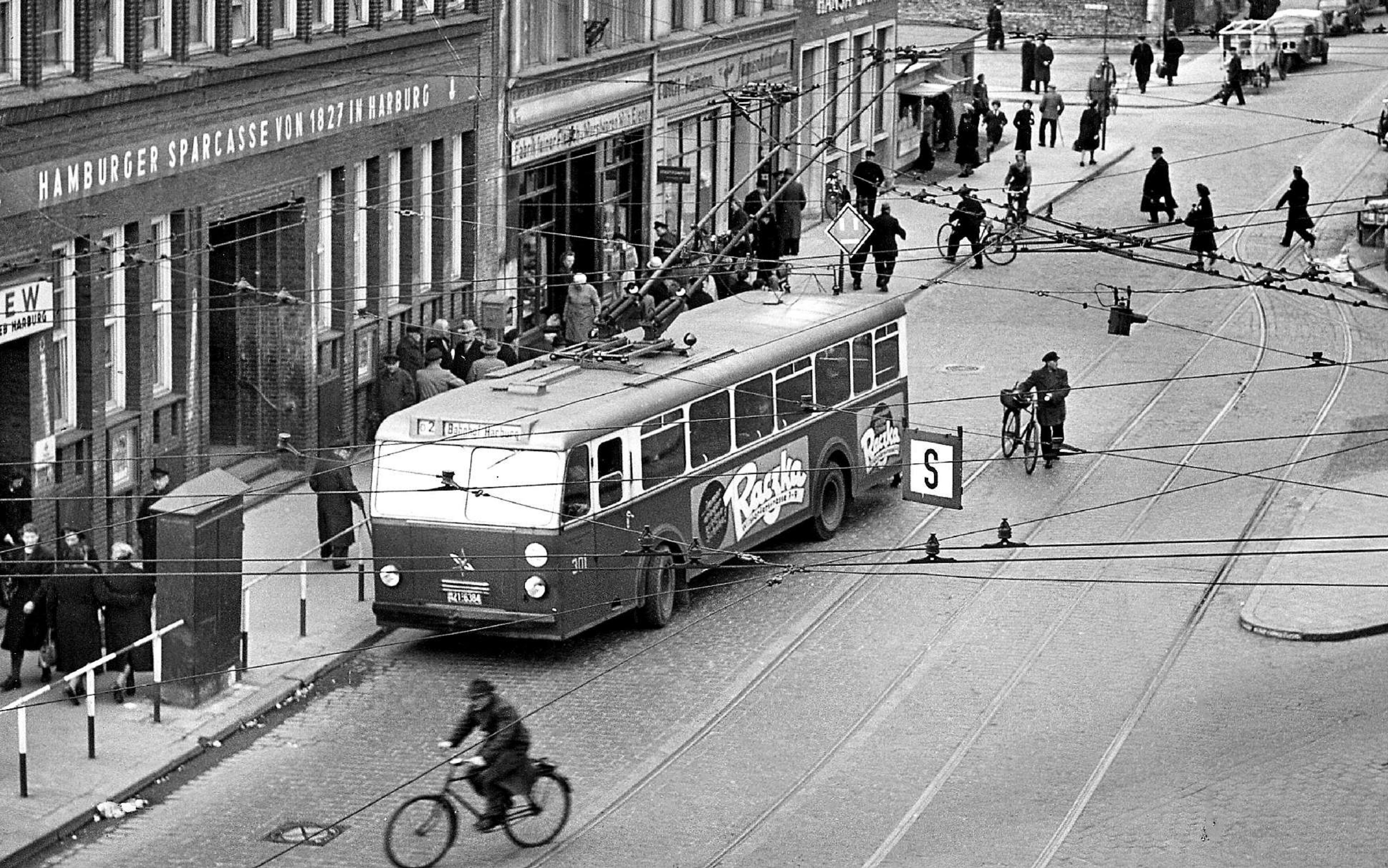
Ein O-Bus am Sand in Harburg (1949)

In den 1930er Jahren betrieb die Hamburger Hochbahn ein umfangreiches Straßenbahnnetz. Die Linien verkehrten über die alte Elbbrücke unter anderem nach Wilstorf, Rönneburg und Heimfeld. Am Sand war der zentrale Umsteigeplatz. Zudem verkehrten mehrere O-Bus-Linien; der Harburger Nahverkehr war weitgehend elektrifiziert.
Am 1. August 1932 wurden der Landkreis Harburg und der Kreis Winsen zum neuen Landkreis Harburg zusammengelegt. Gleichzeitig wurden die Kreisgrenze im Rahmen der Auflösung des Kreises Jork westlich bis an die Este verlegt; damit kamen die Gemeinden Frankop, Hove, Neuenfelde, Rübke und Moorende in den Landkreis Harburg. Harburg blieb weiterhin Kreisstadt des Landkreises und eigener Stadtkreis Harburg-Wilhelmsburg außerhalb des Kreisgebiets.

## Harburg in der Zeit des Nationalsozialismus

Gebiet Hamburgs nach dem Inkrafttreten des Groß-Hamburg-Gesetzes:
vorherige Stadt Hamburg
vorherige Stadt Bergedorf (zum Land Hamburg seit 1868)
bisherige, verbliebene Hamburger Landgebiete
hinzugekommene Stadt Altona
hinzugekommene Stadt Wandsbek
hinzugekommene Stadt Harburg-Wilhelmsburg
hinzugekommene Landgemeinden

Das Harburger Rathaus wurde am 11. März 1933 von Mitgliedern der SA und SS besetzt und auf dem Rathaus sowie auf dem Rathausplatz wurden Hakenkreuzfahnen gehisst. Oberbürgermeister Dudek verließ unter Protest das Rathaus.
Die Reichsregierung erließ 1937 das „Groß-Hamburg-Gesetz“. Damit gingen zum 1. April 1937 die Stadt Harburg-Wilhelmsburg und aus dem Landkreis Harburg zahlreiche umliegende Orte von Preußen an das Land Hamburg über. In den Folgejahren gingen sie in der neu gebildeten Einheitsgemeinde Hansestadt Hamburg bzw. in einem der 110 Bezirke mit 178 Ortsteilen im Reichsgau Hamburg auf.
Die Rüstungsproduktion in einem gemeinsamen Wirtschaftsraum unter Ausnutzung der optimalen Infrastruktur ohne geopolitische Reibungsverluste hatte oberste Priorität für die Erfüllung des damaligen Vierjahresplans. 1939 begann man in Harburg als erstem Hamburger Bezirk ein Oberleitungsbussystem zu bauen. Die drei (teilweise erst in der Nachkriegszeit) realisierten Linien nach Eißendorf, Bostelbek und Fleestedt wurden allerdings 1958 wieder eingestellt.
Harburg blieb während des Krieges zunächst weiterhin Sitz des Landkreises Harburg. Nachdem das Kreishaus in Harburg 1944 durch Bombenfehlwürfe zerstört worden war, konnte die Kreisverwaltung in das Schloss von Winsen (Luhe) ausgelagert werden.
Am 3. Mai 1945 endete die Zeit des Nationalsozialismus im zur offenen Stadt erklärten Hamburg mit der Besetzung durch die britische Armee. Nach Kriegsende wurde der Landkreis Harburg von der britischen Militärregierung dem neu gegründeten Bundesland Niedersachsen zugeordnet und der Hansestadt Hamburg wieder der Bundeslandstatus zuerkannt.

## Nach dem Zweiten Weltkrieg
Von der Sturmflut 1962 war besonders Wilhelmsburg betroffen. Ab 1970 erfolgte ein Wandel vom klassischen Industriestandort in Richtung Wissen- und Dienstleistungsstandort. Der Bau des Rangierbahnhofs Maschen begann. Die Inbetriebnahme erfolgte schrittweise 1977–1980. Dabei wurde der Rangierbahnhof Wilhelmsburg dafür aufgegeben.
Ab 1973 erfolgte der Bau der Harburger S-Bahn, die Innenstadtsanierung und der Bau des Harburger Ringes. 1976 kam es zur Einweihung der Harburger Fußgängerzone.

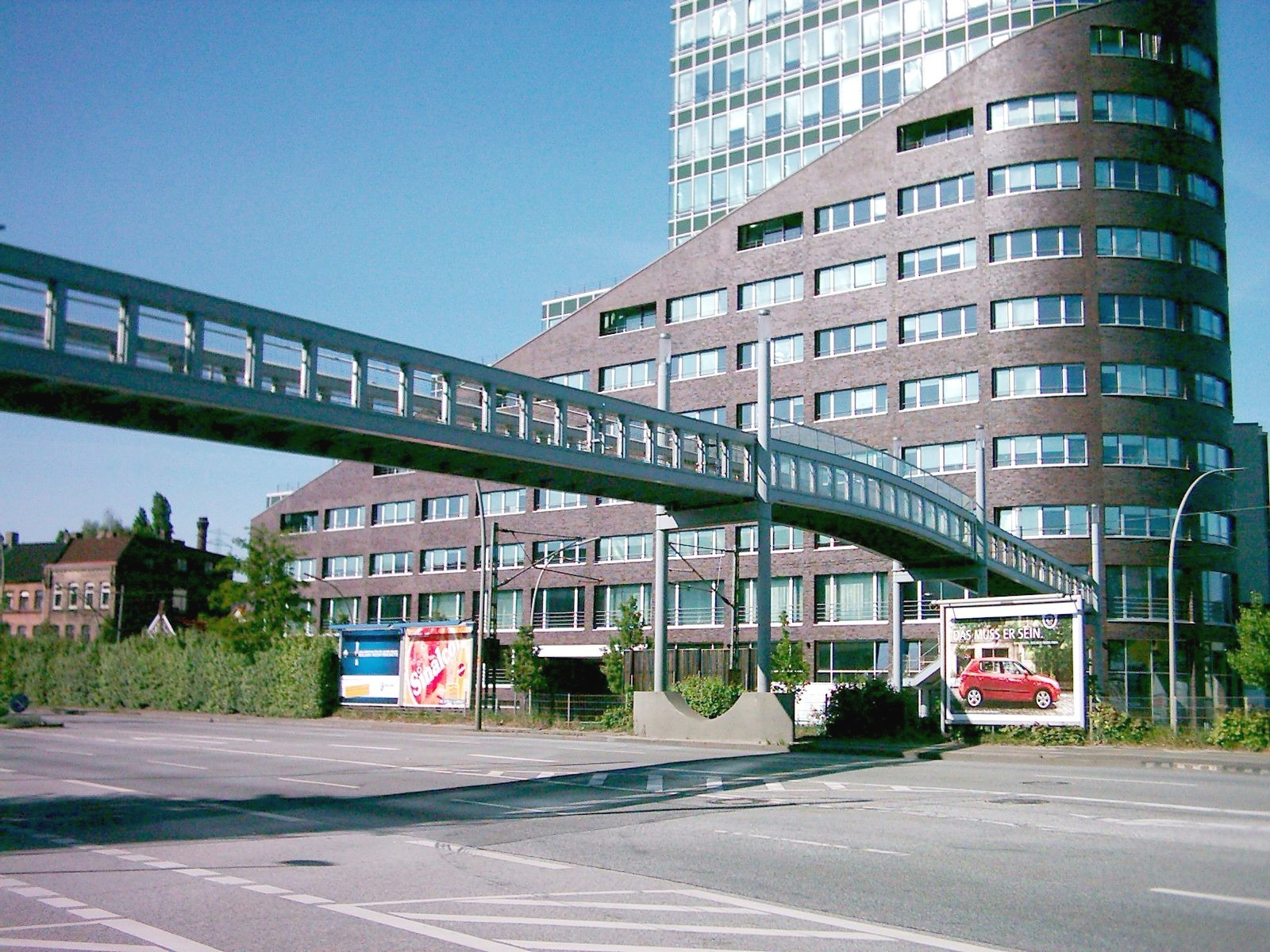
Fußgängerbrücke am Channel Tower über die B 73

1978 erfolgte die Gründung der Technischen Universität Hamburg-Harburg (TUHH) mit dem Einzug in das ehemalige Verwaltungsgebäude der Firma Thörl an der Harburger Schloßstraße. 1982–2005 erfolgte der Bau der TUHH auf dem jetzigen Campusgelände zwischen Schwarzenbergstraße und Denickestraße.
1983 wurde die S-Bahn bis zum Bahnhof Hamburg-Harburg Rathaus eröffnet.
Seit 1990 gibt es Planungskonzepte und Maßnahmen zur Revitalisierung des Harburger Binnenhafens.

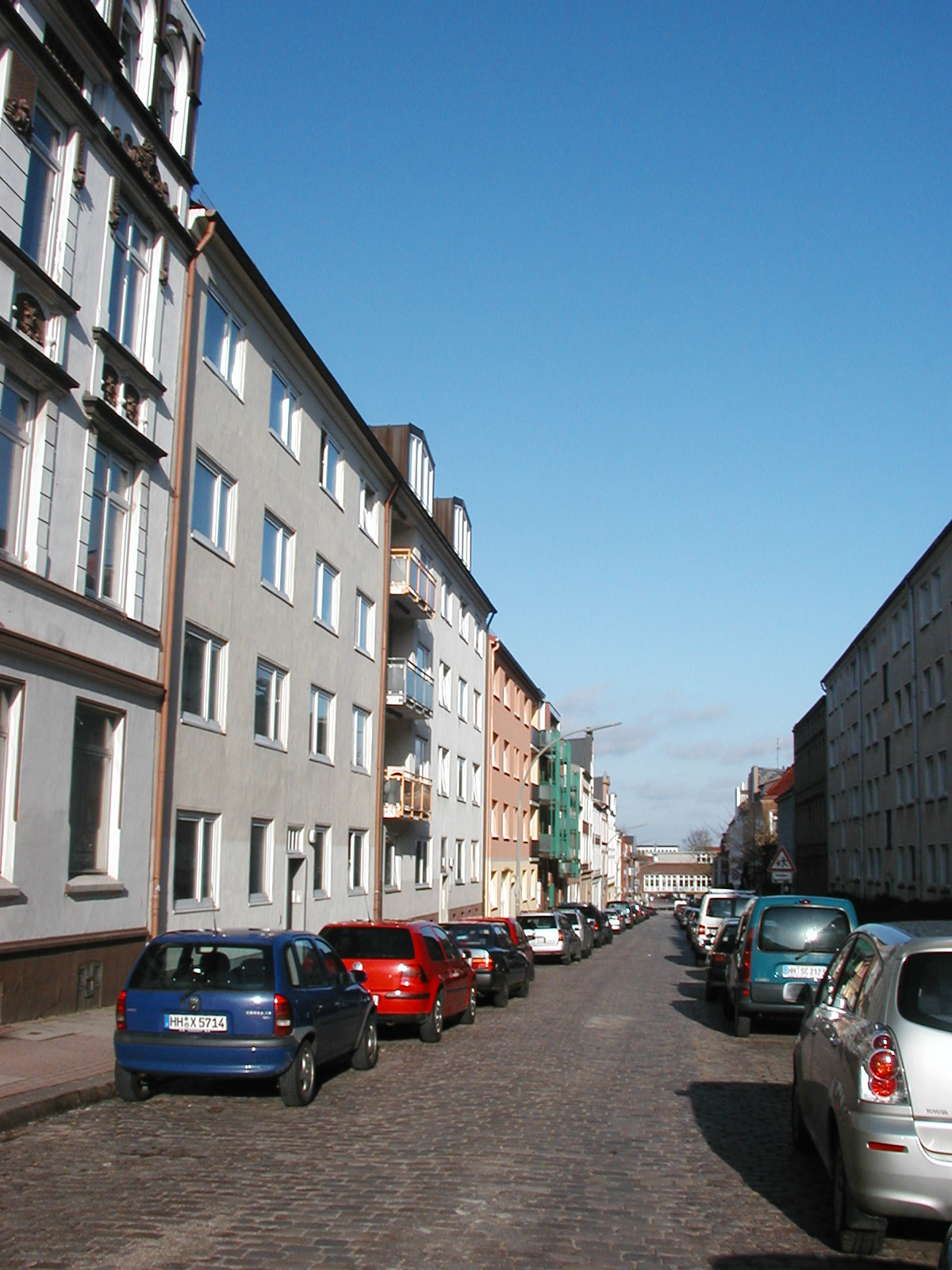
In der Marienstraße wohnten von 1998 bis 2001 mehrere Mitglieder der Hamburger Terrorzelle.

1995 wurde das 1872 als Werkstatt der Köln-Mindener Eisenbahn-Gesellschaft eröffnete Ausbesserungswerk Hamburg-Harburg geschlossen.
In der Marienstraße im Stadtteil Harburg wohnten seit 1998 Mohamed Atta, Said Bahaji und Ramzi Binalshibh, Mitglieder der so genannten Hamburger Terrorzelle, die die Terroranschläge vom 11. September 2001 planten. In der Marienstraße spielen auch mehrere Kapitel des 2007 erschienenen Romans Falling Man vom amerikanischen Autor Don DeLillo, der sich mit den Anschlägen und ihren Folgen auseinandersetzt.
2006 verursachte ein Tornado schwere Schäden. Es kam zu zwei Todesfällen und einem mehrstündigen Stromausfall.
2008 wurde der Hamburger Stadtteil Wilhelmsburg aus dem Bezirk Harburg ausgegliedert und dem Bezirk Hamburg-Mitte zugeordnet.